# Mihai Brediceanu

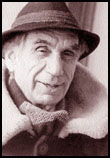
Mihai Brediceanu

Mihai Brediceanu (* 14. Juni 1920 in Brașov; † 4. März 2005) war ein rumänischer Komponist, Dirigent und Musikwissenschaftler.
Brediceanu war der Sohn des Komponisten Tiberiu Brediceanu (1877–1968) und Neffe des Diplomaten Caius Brediceanu (1879–1953). Er studierte am Konservatorium von Brașov Klavier und an der Musikakademie Bukarest Musiktheorie, Dirigieren und Komposition bei Mihail Jora, Marțian Negrea, Florica Musicescu, Silvia Șerbescu und Ionel Perlea. Außerdem absolvierte er in Bukarest ein Jura- und ein Mathematikstudium, das er mit dem Doktortitel abschloss. Von 1959 bis 1966 war er Generaldirektor der Opera Națională București, von 1969 bis 1971 als Nachfolger seines verstorbenen Freundes Karl Kritz musikalischer Direktor des Syracuse Orchestra in New York City, danach wirkte er bis 1975 als Professor der Syracuse University. Zwischen 1978 und 1980 war Brediceanu Generaldirektor der Oper von Istanbul und zwischen 1982 und 1990 Generaldirektor des Sinfonieorchesters George Enescu. Seit 1991 war er erneut Generaldirektor der Opera Națională Română București. 1995 war er Direktor des George-Enescu-Festivals in Bukarest.
Brediceanu war zudem Mitglied in der Komponistenunion Rumäniens. Neben mehreren Schauspielmusiken komponierte er eine Sinfonie, vier sinfonische Tänze, eine Suite für Kammerorchester, Chorwerke, Kammermusik und Lieder.